# Wallace Carothers
Wallace Hume Carothers (Burlington (Iowa), 27 april 1896 –  Philadelphia (Pennsylvania), 29 april 1937) was een Amerikaans scheikundige, en een van de grondleggers van de polymeerchemie. Hij was als werknemer van het bedrijf DuPont onder meer verantwoordelijk voor de uitvinding van nylon en neopreen.
Hij werd geboren in Burlington, Iowa, promoveerde tot doctor aan de universiteit van Illinois en werd hoogleraar aan de Harvard-universiteit, waar hij in 1924 begon met het onderzoek naar de chemische structuur van polymeren.
In 1928 richtte het chemisch bedrijf DuPont een onderzoekslaboratorium op voor de ontwikkeling van kunststoffen, en Wallace Carothers kreeg de leiding ervan. In 1931 begon DuPont met de productie van neopreen, dat door Wallace Carothers en zijn team was ontwikkeld en was bedoeld als vervanger van natuurrubber; daarna ontwikkelde hij het eerste polyester, de voorloper van de "kunstzijde" nylon dat gepatenteerd werd in 1935 en in 1938 op de markt verscheen. In totaal zou Wallace Carothers meer dan vijftig patenten verkrijgen.
In 1936 was hij de eerste industrieel chemicus die tot de National Academy of Sciences mocht toetreden. In dat jaar huwde hij met Helen Sweetman, een werkneemster bij DuPont. Ze kregen een dochter, maar Wallace Carothers pleegde zelfmoord vóór de geboorte van zijn kind (hij nam een dosis cyaankali). Hij leed wellicht aan de bipolaire stoornis en de dood van zijn zuster in 1937 kon hem in een diepe depressie geduwd hebben.
- Bibliothèque nationale de France: cb137466779 (data)
- Gemeinsame Normdatei: 119513315
- International Standard Name Identifier: 0000 0001 0970 0466
- Library of Congress Control Number: nr92012746
- Nationale Bibliotheek van Tsjechië: ola2002158466
- Nationale Bibliotheek van Israël: 987007424714605171
- Nationale Bibliotheek van Polen: a0000003672052
- Nederlandse Thesaurus van Auteursnamen: 176923926
- SNAC: w6r500gn
- Système universitaire de documentation: 066888085
- Virtual International Authority File: 50037912
- WorldCat: E39PBJhdbJRvkGkGpDkdyYqG73